# Wir können auch anders …
Wir können auch anders … ist eine 1993 erschienene Komödie von Filmregisseur Detlev Buck. Der Film zeigt in satirisch zugespitzter Form die Umbruchsituationen in Ostdeutschland nach der Wende des Jahres 1989.

## Inhalt
Zwei westdeutsche Analphabeten, die Brüder Rudi und Moritz Kipp („Kipp“ und „Most“), fahren mit einem alten Pritschenwagen Hanomag L 28 zu dem Haus ihrer Großmutter in Mecklenburg-Vorpommern, welches sie geerbt haben. Da sie Autokarten und Straßenschilder nicht entziffern können und der ohnehin langsame Wagen technische Probleme bereitet, zieht sich die Fahrt länger hin als erwartet. An einer Tankstelle zwingt der flüchtige sowjetische Soldat Wiktor die Protagonisten mit vorgehaltener Kalaschnikow, ihn mitzunehmen. Einer tätlichen Bedrohung durch fünf Wegelagerer auf einer einsamen Landstraße entkommt das Gespann nur durch Wiktors Einschreiten. Sie drehen den Spieß um und zwingen die Banditen, in ihr Auto einzusteigen und es in einen See zu fahren. Nur zwei von ihnen gelingt der Ausstieg aus dem sinkenden Auto.
Auf dem Weg nach Wendelohe, dem geplanten Ziel der Reise, kommt es aufgrund des naiv-unbedachten Verhaltens der beiden Brüder zu den merkwürdigsten Verwicklungen. Sie lassen sich für ihr gesamtes Geld ein altes Ruderboot aufschwatzen, befreien aus Mitleid die durstigen Tiere aus einem Schweinetransport und entwenden die Tageskasse eines Imbissstands. Das ersehnte Erbe in Wendelohe besteht nicht, wie sie zunächst glauben, aus dem opulenten Herrenhaus, sondern aus einer ausgebrannten Tagelöhnerkate, aus der ein Trödler gerade die letzten verwertbaren Teile herausholt.
Als Most, Kipp und Wiktor anhand eines TV-Berichts erkennen, dass sie wegen Mordes an den ertrunkenen Wegelagerern polizeilich gesucht werden, nehmen sie Nadine, die Wirtin einer Dorfkneipe, als Geisel und fliehen. Dafür lassen sie auch den Makler stehen, der ihnen ihr Grundstück abkaufen wollte.
Nun legen Kipp und Most eine ungewöhnliche kriminelle Energie an den Tag. Sie wechseln mehrmals das Fluchtgefährt und tauschen ihren alten Laster gegen eine Luxuslimousine, diese gegen zwei Pferde und diese gegen einen anscheinend herrenlosen Fischkutter. Nur dank Wiktor und ihrer Geisel Nadine entkommen sie wiederholt der Polizei und lassen sich schließlich alle zusammen in einem kleinen Ort am Don nieder. Wiktor und Nadine sind nun ein Paar, Most ist Gastwirt, und Kipp erzählt Geschichten über Viehhaltung – auf Deutsch, niemand versteht ihn, aber alle sind höchst amüsiert.

## Stilmittel
Detlev Buck bedient sich für sein Werk eines lakonischen, trockenen, norddeutsch geprägten Humors. In den Dialogen steckt daher häufig eine eher unterschwellige Komik.
Der Humor des Films drückt sich teilweise auch im Inhalt und der Einbindung der Filmmusik aus: Der desertierende Soldat Wiktor singt an einer Stelle fröhlich, doch ein wenig unmelodisch, das russische Soldatenlied W put (dt.: Auf dem Weg; russ.: В путь), welches gewöhnlich die Loyalität und Treue des russischen Soldaten verherrlicht. Der Text wird aber ad absurdum geführt. Mehr brummelnd als singend von seinen Weggefährten begleitet, wird der Gesang schließlich von einem heroisch klingenden Männerchor übernommen. Das Motiv klingt mehrfach abgewandelt in anderen Szenen an.
Bei der Kameraführung und Schnitttechnik ist anzumerken, dass der Film entweder aufwändige Plansequenzen oder aber unsichtbaren Schnitt verwendet und einige Einstellungen nach dem Prinzip Schuss-Gegenschuss aufgenommen wurden.
Bei den Masken der Schauspieler wird im Film an entscheidenden Stellen bewusst satirisch überzeichnete Visagierung eingesetzt. Ansonsten wird aber kein sehr auffälliges Make-up verwendet. 

## Bedeutung
Nach seinen Kurzfilmen und seinem ersten längeren Film Karniggels wurde Detlev Buck mit Wir können auch anders einem größeren Publikum bekannt.

## Kritiken
„Mit zahlreichen Western-Anspielungen gespickte Komödie, die ihren Reiz größtenteils aus den liebevoll gezeichneten und überzeugend gespielten Hauptfiguren gewinnt, die als naive Träumer zu Outlaws wider Willen werden.“

„Nach seiner Flachland-Komödie Karniggels (1991), die es zum Geheimtip brachte, war diese skurrile Komödie mit starken Anleihen beim Western der erste große Kassenerfolg für Detlev Buck. Gleichzeitig erlebte Joachim Król, der später auch in Der bewegte Mann großen Eindruck hinterließ, mit der Rolle des gleichermaßen tumben wie gewitzten Rudi seinen Durchbruch. Detlev Bucks Humor ist, wie (fast) immer, von Understatement geprägt. Lachen entsteht hier durch Aussparung der direkten Aktion, aus permanentem Herunterspielen der absurdesten Ereignisse. Auch in diesem Punkt orientiert sich Buck an Vorbildern aus dem Western-Genre (etwa Howard Hawks).“

„Wie schon seine Vorgänger (Erst die Arbeit und dann?, 1984; Karniggels, 1991) lebt Bucks dritter Spielfilm von dem trockenen Humor und der liebevollen Zeichnung der Hauptfiguren.“

„In der Zeichnung der treffend besetzten Hauptfiguren hat Bucks deutsche Gegenwartskomödie ihre stärksten Seiten.“

## Trivia
- Regisseur Detlev Buck hat in einer Dorfkneipen-Szene einen Cameo-Auftritt als ängstlicher Skinhead. Auch der Drehbuchautor Ernst Kahl taucht in der Kneipe als einsamer Trinker auf. Ingo Naujoks hat hier als Schweinelasterfahrer einen seiner ersten Filmauftritte.
- Das Gut Wendelohe im Film ist in der Realität das über hundertjährige Schloss Tornow, bis 1945 Sitz der Familie von Buch, und ein ehemaliger Gutshof, auf dem Pferdezucht betrieben wurde. Seit 1993 bis in die heutige Zeit betreibt hier ein ökologisch ausgerichteter Verein eine Begegnungsstätte und vermietet das Haus zu verschiedenen Anlässen.
- Die Szene mit den Wegelagerern wurde auf der einsamen Landstraße zwischen den Orten Burgwall und Zehdenick gedreht, das Auto der Wegelagerer wird in einem unmittelbar angrenzenden Tonstich versenkt.
- Die Szene mit dem Schweinetransporter wurde im an Tornow angrenzenden Marienthal gedreht, und zwar auf dem Parkplatz vor dem ehemaligen Konsum-Geschäft des Dorfes. Dort ist auch heute noch ein kleiner Supermarkt.
- Auch die Gaststättenszene mit der Trauergesellschaft wurde in Burgwall gedreht: Durch den Biergarten des Restaurants „Zur Fähre“ kommen die Drei mit den Taschen voller Kleingeld aus dem Spielautomaten.

## Auszeichnungen
- Deutscher Filmpreis 1993: bester Film Filmband in Silber
- Deutscher Filmpreis 1993: beste Darsteller Joachim Król und Horst Krause
- Deutscher Filmpreis 1993: bestes Drehbuch Detlev Buck und Ernst Kahl
- Deutscher Filmpreis 1993: beste Musik Detlef Petersen
- Leserpreis der Berliner Morgenpost

## Filmfestivals
- Internationale Filmfestspiele Berlin 1993 – Teilnahme am Wettbewerb
- lobende Erwähnung der Jury 5. Filmfestival Potsdam 1997
- Nordische Filmtage Lübeck 1999
- Chonju International Film Festival 2000 (Südkorea)